# Inazawa

Inazawa (稲沢市 Inazawa-shi?) este un municipiu din Japonia, prefectura Aichi.